# Euxoa lineolata
Euxoa lineolata är en fjärilsart som beskrevs av Adrian Hardy Haworth 1809. Euxoa lineolata ingår i släktet Euxoa och familjen nattflyn. Inga underarter finns listade i Catalogue of Life.